# Flémování

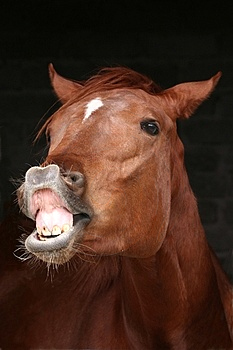
Flémující kůň

Flémování je chování zvířat, při kterém jedinec stočením horního rtu odhalí své přední zuby, nozdry se obvykle uzavřou, a drží tuto pozici po dobu několika sekund. Vyskytuje se u savců, včetně kopytníků a kočkovitých šelem a například i u slonů a dalších savců. Chování usnadňuje přenos feromonů a jiných vůní do Jacobsonova orgánu.